# Live Is Life
„Live Is Life“ je nejznámější píseň rakouské skupiny Opus. Píseň vyšla v roce 1984 na stejnojmenném albu a v druhé polovině 80. let se stala hitem. Píseň se dočkala mnoha cover verzí o které se postarala například skupina Hermes House Band a DJ Ötzi, skladbu ve značně pozměněné podobě nahrála také industriální skupina Laibach.
české coververze
- Pod názvem „Jen tak dál“ s textem Miroslava Černého ji v roce 1986 nahrála skupina Plavci
- Jako satirickou parafrázi s názvem „Prejs to čmajz“ ji v roce 2011 nahrála dvojice Těžkej Pokondr